# Solenostomus armatus
Solenostomus armatus is een straalvinnige vissensoort uit de familie van buisbekken (Solenostomidae). De wetenschappelijke naam van de soort is voor het eerst geldig gepubliceerd in 1913 door Weber.